# Скенчно
Скенчно (пол. Skęczno) — село в Польщі, у гміні Задзім Поддембицького повіту Лодзинського воєводства.
Населення — 85 осіб (2011).
У 1975-1998 роках село належало до Серадзького воєводства.

## Демографія
Демографічна структура станом на 31 березня 2011 року:
|          | Загалом | Допрацездатний вік | Працездатний вік | Постпрацездатний вік |
| -------- | ------- | ------------------ | ---------------- | -------------------- |
| Чоловіки | 39      | 10                 | 25               | 4                    |
| Жінки    | 46      | 14                 | 20               | 12                   |
| Разом    | 85      | 24                 | 45               | 16                   |